# Гостагајевскаја
Гостагајевскаја (рус. Гостагаевская) насељено је место руралног типа (станица) на југозападу европског дела Руске Федерације. Налази се у западном делу Краснодарске покрајине и административно припада њеном Анапском градском округу.
Према подацима националне статистичке службе РФ за 2010, станица је имала 9.772 становника и била је треће по величини насеље у припадајућем округу.

## Географија
Станица Гостагајевскаја се налази у западном делу Краснодарске покрајине на око 22 километра североисточно од града Анапе, односно на неких 120 км западно од града Краснодара, административног центра Покрајине. Кроз село протиче река Гостагајка.
Станица се налази у брежуљкастом подручју и позната је по бројним виноградима.

## Историја
Станица Гостагајевскаја основана је као козачко насеље 1862. године.

## Демографија
Према подацима са пописа становништва 2010. у селу је живело 9.772 становника.
| 1959. | 1979. | 2002. | 2010. |
| ----- | ----- | ----- | ----- |
| 5.470 | 6.919 | 8.962 | 9.772 |